# Synchita variegata
Synchita variegata là một loài bọ cánh cứng trong họ Zopheridae. Loài này được Hellwig miêu tả khoa học năm 1792.

## Hình ảnh

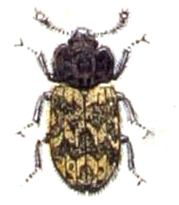